# Flughafen Mailand-Linate

i7
i11
i13
Der Flughafen Mailand-Linate „Enrico Forlanini“ (italienisch Aeroporto di Milano Linate «Enrico Forlanini»; IATA-Code: LIN, ICAO-Code: LIML) ist nach Mailand-Malpensa der kleinere der beiden internationalen Verkehrsflughäfen der zweitgrößten italienischen Stadt Mailand. Er dient hauptsächlich nationalen und europäischen Verbindungen sowie dem Geschäftsreiseverkehr. 2024 wurden in Linate über zehn Millionen Passagiere abgefertigt. Der Flughafen dient als Europa-Drehkreuz der ITA Airways.
Neben Linate und Malpensa wird der weiter östlich gelegene Flughafen Bergamo als dritter Verkehrsflughafen Mailands vermarktet.
Der Flughafen Mailand-Linate ist nach dem Dorf Linate benannt.

## Lage und Verkehrsanbindung
Der Flughafen Mailand-Linate befindet sich am Stadtrand und kann vom Zentrum aus rasch erreicht werden.
- Bus: alle 8 Minuten mit Linienbus 73 zur Innenstadt (Piazza San Babila), Fahrzeit ca. 15–20 min., alle 30 min. zum Hauptbahnhof (Stazione Centrale) sowie fünfmal täglich zum Flughafen Malpensa; außerdem nach Pavia und Brescia.
- Kfz: Der Flughafen liegt 6 km östlich der City an der Osttangente.
- U-Bahn: Die Linie 4 der Metropolitana di Milano verbindet seit dem 26. November 2022 den Flughafen mit dem Bahnhof Milano Dateo und damit mit der S-Bahn Mailand. Anfang Juli 2023 wurde die Verlängerung der Linie 4 bis nach San Bablia in Betrieb genommen, wo eine Umsteigemöglichkeit zur Linie 1 besteht. Am 12. Oktober 2024 wurde die Linie 4 bis San Cristoforo in Betrieb genommen. An der Station Sant’Ambrogio gibt es eine Umsteigemöglichkeit zur Linie 2.[4]

## Flughafenanlagen
Der Flughafen verfügt über eine 2440 Meter lange Start- und Landebahn, die in Nord-Süd-Richtung verläuft. Eine westlich verlaufende, rund 600 Meter lange asphaltierte Parallelbahn dient ausschließlich der Allgemeinen Luftfahrt; in den vergangenen Jahren wurde sie meist nur als Abstellfläche benutzt. Die Abfertigungseinrichtungen befinden sich im Norden des Flughafengeländes. Das Vorfeld mit einem renovierten Passagierterminal für den kommerziellen Linien- und Charterflugbetrieb befindet sich im Nordosten, ein kleines Vorfeld mit einem General Aviation Terminal für die Allgemeine Luftfahrt im Nordwesten (⊙). Für Letztere steht in Mailand neben Linate und Malpensa auch der Flugplatz Bresso zur Verfügung. Im Nordwesten befindet sich auch ein militärischer Teil mit einem kleinen Lufttransport-Stützpunkt (⊙).

## Geschichte

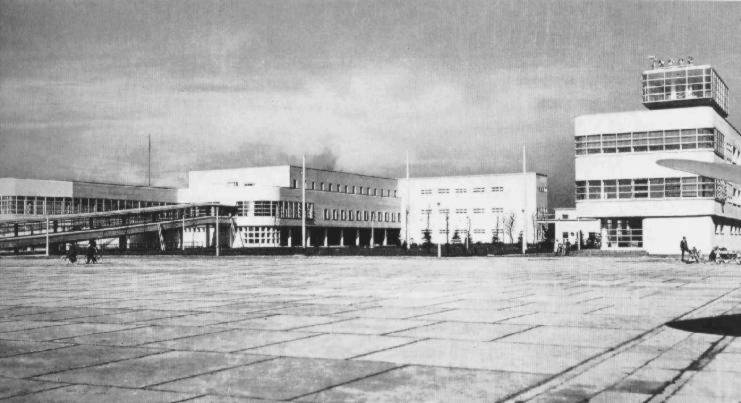
Terminal um 1937

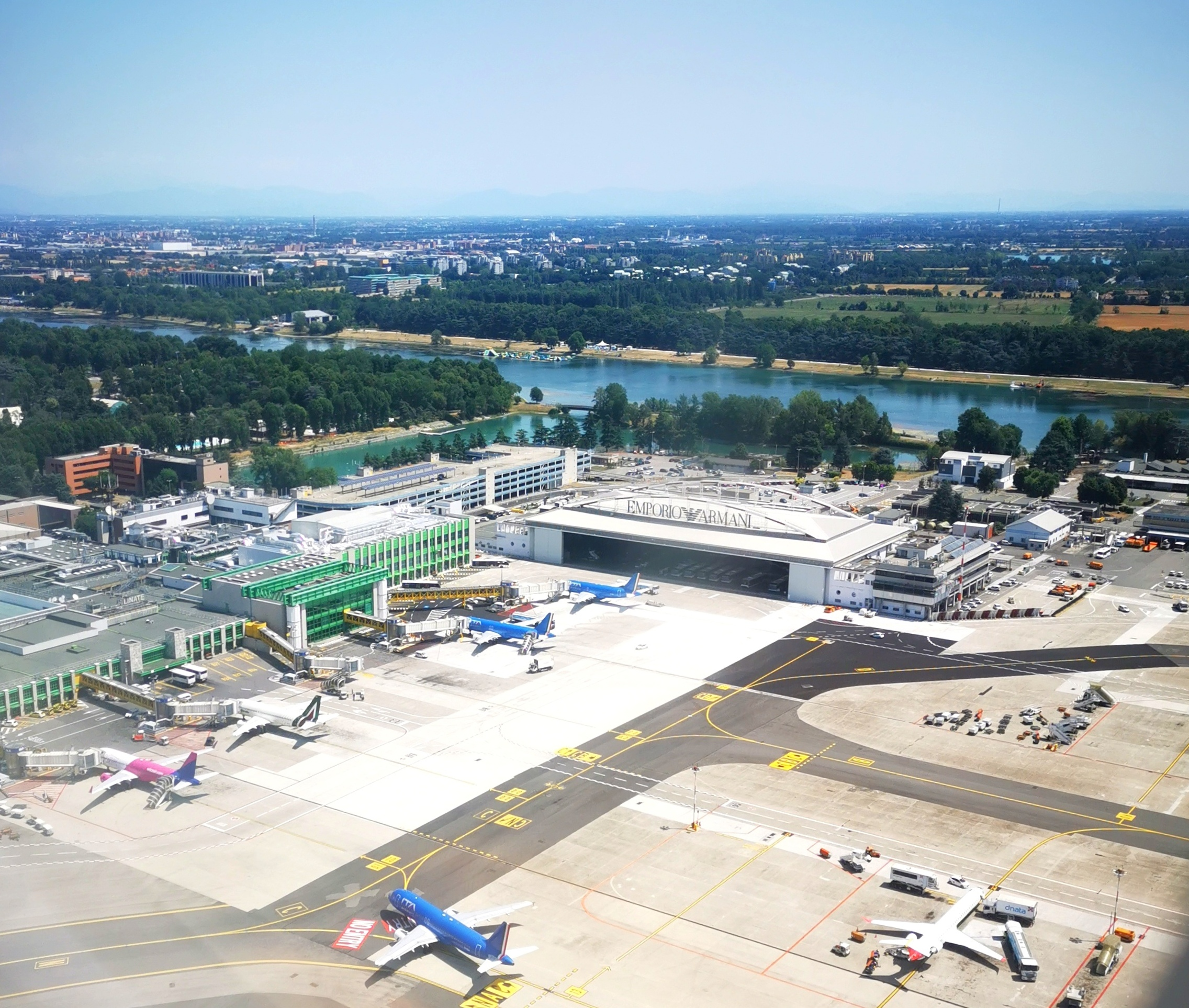
Terminal im Jahr 2022

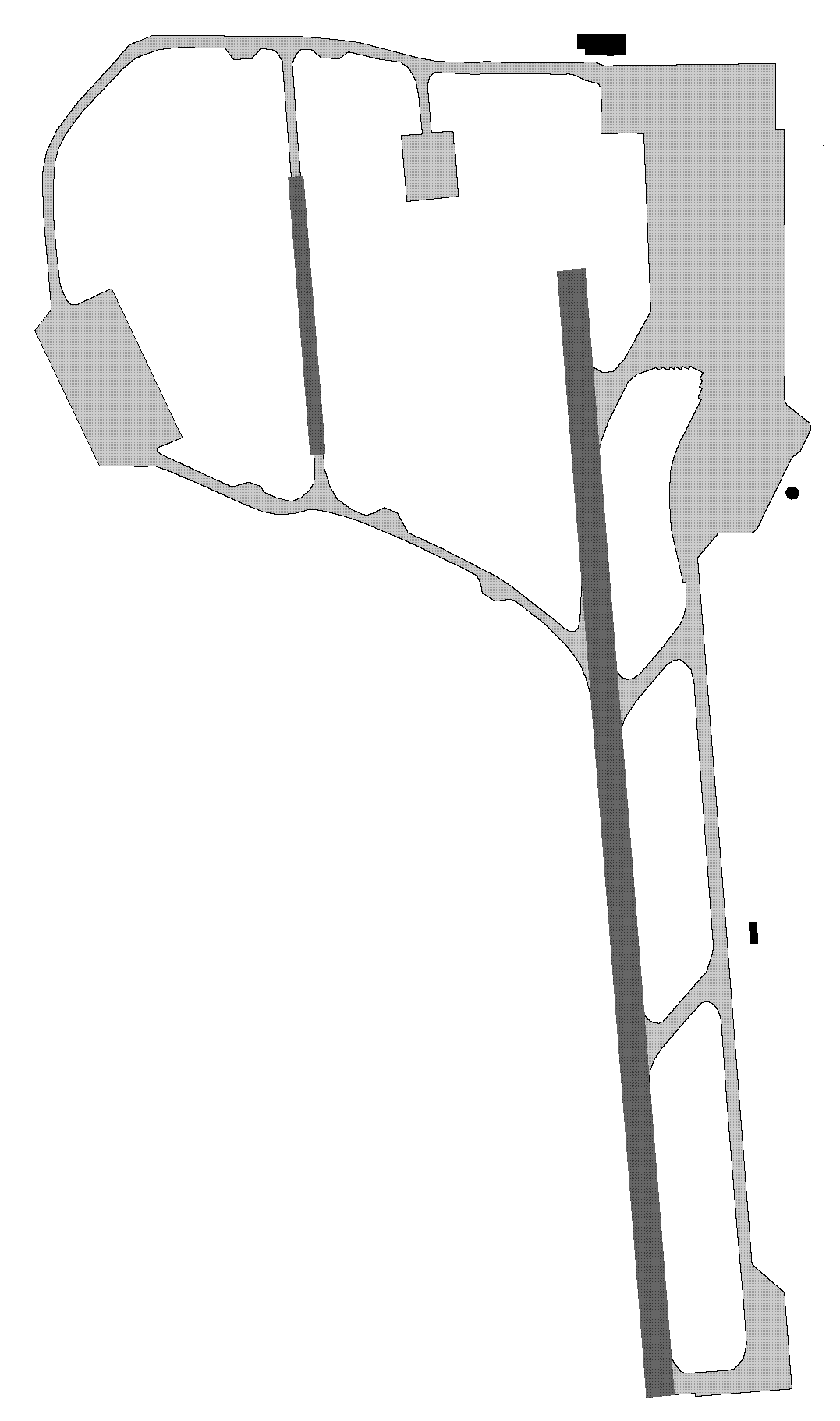
Schematische Darstellung des Flughafens

Der erste Flugplatz der Stadt Mailand entstand im Jahr 1910 in Taliedo, rund zwei Kilometer westlich des heutigen Flughafens Linate. Taliedo lag damals vor den Toren der Stadt. Später wurde das Gelände des ehemaligen Flughafens zum Stadtteil Mailands.
Auf dem Flugplatz Taliedo richtete Gianni Caproni Produktionsanlagen seines Flugzeugbau-Unternehmens Aeroplani Caproni S.A. ein, später siedelten sich hier auch andere Unternehmen der Branche an. Nach der vorwiegend militärischen Nutzung während des Ersten Weltkriegs wurde Taliedo zum wichtigsten Zivilflughafen Mailands. Von hier aus operierte insbesondere die Fluggesellschaft Avio Linee Italiane.
Da ab Mitte der 1920er Jahre der Großteil des zivilen Linienflugverkehrs in Italien mit Flugbooten betrieben wurde, beschloss man 1927, etwas weiter östlich von Taliedo, bei Linate, einen künstlichen See (Idroscalo) für den Betrieb dieser Fluggeräte anzulegen. Die Arbeiten an dem 2500 Meter langen und bis zu 450 Meter breiten See begannen 1928, in den Jahren danach entstanden auch einfache Abfertigungsanlagen und kleinere Verwaltungsgebäude. Der Flugbetrieb wurde 1930 aufgenommen, jedoch mit wenig Erfolg, da man allgemein wieder verstärkt konventionelle Landflugzeuge einsetzte. Der See diente dann vor allem als Austragungsort von Wassersport-Veranstaltungen, heute ist er ein bedeutendes Naherholungsgebiet.
1932 schlug der damalige Mailänder Bürgermeister dem Luftfahrtminister Italo Balbo vor, den Flugplatz Taliedo zu schließen und am Westufer des künstlichen Sees von Linate einen Flugplatz zu errichten, womit Flugboote und Landflugzeuge an einem gemeinsamen Flughafen abgefertigt werden sollten. Die Arbeiten am neuen Flughafen begannen im Juni 1933. Nach den Plänen des Architekten Gianluigi Giordano aus Bologna entstand eine zweistöckige Abfertigungshalle, nach denen des Ingenieurs Arturo Danusso ein 235 Meter langer und 64 Meter tiefer Hangar. Der Flughafen wurde am 21. Oktober 1937 eingeweiht und nach dem Mailänder Luftfahrtpionier Enrico Forlanini benannt.
Nach der militärischen Verwendung im Zweiten Weltkrieg startete der zivile Linienverkehr im April 1947 wieder. Zwischen 1958 und 1968 wurden im Auftrag des Flughafenbetreibers SEA größere Baumaßnahmen umgesetzt: es entstand ein neues Passagierterminal, ein Frachtterminal und eine neue, 2200 Meter lange Start- und Landebahn. Das Passagierterminal renovierte man in den 1990er Jahren, die Rollwege und die Piste wurden 1997 und 2002 erneuert. 1997 wurden in Linate rund 15 Millionen Passagiere abgefertigt.
Ab 1998 verlor der Flughafen Linate wegen der Eröffnung des neuen Terminals auf dem Flughafen Mailand-Malpensa viel von seiner ursprünglichen Bedeutung. Fluggesellschaften mussten vom Staat mit Zwangsmaßnahmen zum Umzug auf den neuen Großflughafen Malpensa bewegt werden. Nach gerichtlichen Auseinandersetzungen erfolgte 2001 die definitive Beschränkung des Linienverkehrs in Linate auf 18 Flugbewegungen pro Stunde sowie eine Begrenzung der Auslandsverbindungen. Auch wegen dieser Regelung nahm die Bedeutung des Flughafens Bergamo zu, der mittlerweile neben Linate und Malpensa als dritter Verkehrsflughafen Mailands angesehen wird.
Wegen Grundsanierungsarbeiten an der Start- und Landebahn 18/36 blieb der Flughafen Mailand-Linate vom 27. Juli bis zum 27. Oktober 2019 geschlossen. Der kommerzielle Flugbetrieb von Linate wurde in dieser Zeit von den Flughäfen Mailand-Malpensa und Bergamo übernommen. Dies bedeutete für Linate einen Rückgang des jährlichen Passagieraufkommens um rund 30 Prozent.

## Fluggesellschaften und Ziele
Der Flughafen Mailand-Linate wird vor allem für Inlandsflüge genutzt, aber auch vom europäischen Ausland aus angeflogen, beispielsweise aus Frankfurt und München sowie vom Flughafen Berlin Brandenburg. Durch die Nähe zur Innenstadt und die damit sehr kurzen An- und Abreisezeit ist der Flughafen auch bei Geschäftsreisenden beliebt. Häufig werden Tagesrandverbindungen (Hinflug morgens, Rückflug am späten Nachmittag oder abends) angeboten, die einen eintägigen Aufenthalt in Mailand ermöglichen.

## Verkehrszahlen
| Jahr | Fluggastaufkommen | Luftfracht (Tonnen) (mit Luftpost) | Flugbewegungen |
| ---- | ----------------- | ---------------------------------- | -------------- |
| 2024 | 10.650.990        | 2.123                              | 118.060        |
| 2023 | 9.426.784         | 2.094                              | 111.323        |
| 2022 | 7.719.977         | 2.353                              | 101.956        |
| 2021 | 4.346.518         | 1.884                              | 67.368         |
| 2020 | 2.274.202         | 1.239                              | 41.003         |
| 2019 | 6.570.984         | 7.586                              | 85.730         |
| 2018 | 9.233.475         | 12.571                             | 115.301        |
| 2017 | 9.548.363         | 13.815                             | 117.730        |
| 2016 | 9.682.264         | 15.365                             | 118.535        |
| 2015 | 9.689.635         | 15.714                             | 118.650        |
| 2014 | 9.025.978         | 17.458                             | 113.249        |
| 2013 | 9.034.373         | 19.614                             | 113.321        |
| 2012 | 9.229.890         | 19.807                             | 120.463        |
| 2011 | 9.128.522         | 19.591                             | 122.974        |
| 2010 | 8.359.065         | 19.062                             | 119.928        |
| 2009 | 8.295.099         | 17.027                             | 121.376        |
| 2008 | 9.266.152         | 20.006                             | 131.036        |
| 2007 | 9.926.530         | 23.498                             | 130.038        |
| 2006 | 9.696.515         | 27.468                             | 131.615        |
| 2005 | 9.088.607         | 25.345                             | 122.221        |
| 2004 | 8.947.525         | 25.635                             | 121.356        |
| 2003 | 8.757.038         | 24.658                             | 119.311        |
| 2002 | 7.815.316         | 26.437                             | 110.494        |
| 2001 | 7.136.337         | 29.153                             | 110.566        |
| 2000 | 6.026.342         | 22.145                             | 78.077         |

## Zwischenfälle
- Am 26. November 1940 machte die Fiat G.18 mit dem Luftfahrzeugkennzeichen I-ELIO der Avio Linee Italiane/Regia Aeronautica bei der Landung auf dem Flughafen Mailand-Linate Totalbruch. Alle Insassen überlebten.[10]

- Am 16. November 1942 verbrannte die Fiat G.18 I-ETNA der Avio Linee Italiane SA (ALI)/Regia Aeronautica nach einem Bruch nahe Mailand. Bei Nebel war der Treibstoff ausgegangen, und die Maschine wurde notgelandet. Die gesamte Besatzung, die einzigen Insassen, überlebte.[11]

- Am 6. Dezember 1948 verunglückte eine Douglas DC-3 der Avio Linee Italiane (I-ETNA) beim Start im Nebel auf dem Flughafen Mailand-Linate. Die Maschine sollte nach Brüssel fliegen. Alle 7 Insassen kamen ums Leben.[12]

- Am 4. Juli 1965 wurde eine Armstrong Whitworth Argosy 222 der British European Airways (BEA) (G-ASXL) im Anflug auf den Flughafen Mailand-Linate während einer Gewitterlage 61 Kilometer südlich des Flughafens in den Boden geflogen. Die Maschine sprang wieder hoch und brach beim nächsten Aufprall komplett auseinander. Diesen CFIT (Controlled flight into terrain) überlebten trotzdem beide Besatzungsmitglieder, die einzigen Insassen auf dem Frachtflug. Es war der erste Totalverlust einer Argosy.[13]

- Am 14. Januar 1969 brachen die Piloten einer BAC-111-201AC der British United Airways (G-ASJJ) auf dem Weg nach London-Gatwick am Flughafen Mailand-Linate den Start ab, nachdem die Maschine schon abgehoben hatte. Das Flugzeug wurde zerstört, aber alle 7 Besatzungsmitglieder und 26 Passagiere überlebten.[14]

- Am 15. Oktober 1987 stürzte eine ATR 42 der italienischen Aero Trasporti Italiani (ATI) (I-ATRH) auf dem Flug vom Flughafen Mailand-Linate nach Köln-Bonn bei Lasnigo ab. Fünfzehn Minuten nach dem Start begann das Flugzeug mit heftigen Rollbewegungen mit Schräglagen von bis zu 135 Grad, wonach es zum Kontrollverlust kam. Die Maschine schlug beim Sturzflug 48 Kilometer nördlich von Mailand am Comer See im Gelände auf, wobei alle 37 Menschen an Bord der Maschine, drei Besatzungsmitglieder und 34 Passagiere, ums Leben kamen. Ausgelöst war der Kontrollverlust durch starke Vereisung.[15]

- Am 8. Oktober 2001 kollidierte eine Douglas DC-9-87 der SAS Scandinavian Airlines (Kennzeichen SE-DMA) während des Starts mit einem deutschen Geschäftsreiseflugzeug des Typs Cessna CitationJet (Kennzeichen D-IEVX)  und anschließend mit einem Frachtgebäude. Dabei kamen 118 Menschen ums Leben, darunter alle Insassen beider Flugzeuge und vier weitere Personen. Der Untersuchungsbericht der italienischen Behörden[16] nennt als Ursachen für den Unfall eine Kombination von wetterbedingt schlechten Sichtverhältnissen und eine unzureichende Ausstattung und Organisation des Flughafens. Ferner wird auch eine dem Flugbetrieb bei den gegebenen Sichtverhältnissen nicht genügende Qualifikation der getöteten Cessna-Piloten festgestellt, die ihre Maschine in dichtem Nebel irrtümlich auf die Hauptbahn gesteuert hatten. Mehrere Personen aus der Flughafenverwaltung wurden von italienischen Gerichten zu Haftstrafen verurteilt. Das nicht zwingend vorgeschriebene Bodenradar, das den Unfall verhindert hätte, war seit November 1999 außer Betrieb. Es war das bislang schwerste Luftfahrtunglück in Italien (siehe auch: Flugzeugkollision von Mailand-Linate 2001).[17][18][19]